# 下谷金属
株式会社下谷金属（したやきんぞく）は、東京都台東区に本社を置く、ワイヤーロープ・鋼線などを製造・販売する企業。

## 会社概要
- 本社所在地：〒110-8510 東京都台東区東上野五丁目2番5号　下谷ビル6階
- 創業 1941年（昭和16年）
- 設立 1947年（昭和22年）
  - 1953年（昭和28年）12月25日 株式会社下谷金属工業所から現社名に改名。
  - 1963年（昭和38年）中華人民共和国の友好商社に指定。
  - 1971年（昭和46年）日商岩井（現双日）と業務提携。
  - 1987年（昭和62年）中華人民共和国山東省勝利油田勝利大橋に斜張橋ケーブル納入。
  - 2001年（平成13年）中華人民共和国江蘇省常州市に「日本希達雅有限公司常州事務所」開設。

## 営業拠点
- 札幌営業所 〒064-0920 北海道札幌市中央区南21条西6-1-13
- 柏加工センター 〒277-0900 千葉県柏市沼南町風早2-3-5
- 松戸物流・商品センター 〒271-0063 千葉県松戸市北松戸1-7-1
- 大阪営業所 〒550-0015 大阪府大阪市西区南堀江4-23-5
- 常州事務所 中華人民共和国江蘇省常州市城中路426-428

## 事業内容
- 鋼線
- 普通鋼線
- ステンレスワイヤー
- ワイヤーロープ
- 鋼より線
- PC鋼線
- ロープ加工品
- チェーン
- 繊維ロープ
- 打重機
- ロープカッター
- ワイヤーロープテスター
- ロープ油・グリース
- 履物
- 中国工芸品

## 関連会社
- シタキン
- 下谷不動産
- 東高通信工業